# Trichocalyx
Trichocalyx, maleni biljni rod iz porodice primogovki smješten u tribus Justicieae, dio potporodice Acanthoideae. Jedine njegove dvije vrste ograničene su na otok Sokotra. Opisan je u Proceedings of the Royal Society of Edinburgh 12: 87. 1884. 

## Opis
To su grmovi koji rastu prvenstveno u pustinji ili suhom biomu grmlja.

## Vrste
1. Trichocalyx obovatus Balf.f., tipična vrsta.
2. Trichocalyx orbiculatus Balf.f.